# Nederlandsche Koolteerstokerij
De NV Nederlandsche Koolteerstokerij, of aanvankelijk de Maatschappij voor Chemische Industrie genoemd, was één der eerste steenkoolteerdestilleerderijen in Nederland.
Het bedrijf bevond zich aan de Kostverlorenwetering te Amsterdam en werd opgericht in 1860 door Jacques Cohen (1833-1881).
Het steenkoolteer was afkomstig van de gasfabrieken en kon via destillatie in nuttige producten worden omgezet. zoals grondstoffen voor de productie van synthetische kleurstoffen en houtverduurzamingsmiddelen.
Aangezien zich in Nederland geen productie van synthetische kleurstoffen ontwikkelde werden de door de Koolteerstokerij gewonnen grondstoffen daarvoor, zoals benzeen en tolueen, naar Duitsland uitgevoerd.
Het is niet bekend wanneer deze fabriek ophield te bestaan.